# Києво (Вармінсько-Мазурське воєводство)
Києво (пол. Kijewo, нім. Kiöwen) — село в Польщі, у гміні Олецько Олецького повіту Вармінсько-Мазурського воєводства.
Населення — 207 осіб (2011).
У 1975-1998 роках село належало до Сувальського воєводства.

## Демографія
Демографічна структура станом на 31 березня 2011 року:
|          | Загалом | Допрацездатний вік | Працездатний вік | Постпрацездатний вік |
| -------- | ------- | ------------------ | ---------------- | -------------------- |
| Чоловіки | 104     | 30                 | 68               | 6                    |
| Жінки    | 103     | 18                 | 64               | 21                   |
| Разом    | 207     | 48                 | 132              | 27                   |